# Konga (film)
Pour plus de détails, voir Fiche technique et Distribution.
Konga est un film d'horreur britannique réalisé par John Lemont (en) en 1961.

## Synopsis
Le Docteur Charles Decker revient à Londres après avoir disparu pendant un an dans la jungle. Il ramène avec lui un petit chimpanzé nommé Konga et un mystérieux sérum. Decker décide d'utiliser Konga pour éliminer ses adversaires.

## Fiche technique
- Titre original : Konga
- Titre en français : Konga
- Réalisation : John Lemont (en)
- Scénario : Aben Kandel (histoire), Herman Cohen (histoire)
- Production : Nat Cohen
- Montage : Jack Slade
- Musique : Gerard Schurmann
- Photographie : Desmond Dickinson
- Pays d'origine :  Royaume-Uni
- Format : couleur
- Durée : 90 minutes
- Genre : Horreur, Science-fiction
- Date de sortie : Royaume-Uni mars 1961

## Distribution
- Michael Gough : Dr Charles Decker
- Margo Johns  (VF : Sylvie Deniau) : Margaret
- Jess Conrad : Brian Kenton
- Claire Gordon : Sandra Banks
- Austin Trevor  (VF : Fernand Fabre) : Dean Foster
- Jack Watson : Supt. Brown
- Stanley Morgan  (VF : Jacques Thebault) :Inspecteur Lawson